# Nelly van Balen-Blanken
Pour les articles homonymes, voir van Balen et Blanken.
Petronella « Nelly » van Balen-Blanken (née le 18 novembre 1917 et morte le 29 octobre 2008) est une athlète néerlandaise, spécialiste du saut en hauteur. 
Elle remporte la médaille d'argent du saut en hauteur aux championnats d'Europe 1938, à Vienne en Autriche, devancée par la Hongroise Ibolya Csák.